# سنت دیوید (آریزونا)
سنت دیوید (به انگلیسی: St. David) یک منطقهٔ مسکونی در ایالات متحده آمریکا است که در شهرستان کوچیز، آریزونا واقع شده‌است. سنت دیوید ۱۳٫۸۳ کیلومتر مربع مساحت و ۲۵٬۲۵۹ نفر جمعیت دارد و ۱٬۱۲۵ متر بالاتر از سطح دریا واقع شده‌است.